# Erlingsan
Erlingsan (kinesiska: 二零三) är ett slagfält i Kina. Det ligger i provinsen Liaoning, i den nordöstra delen av landet, omkring 220 kilometer sydväst om provinshuvudstaden Shenyang.
Erlingsan är talet 203 på kinesiska. Det betecknar en kulle i trakten av Dalian, där häftiga strider utkämpades mellan Ryssland och Japan under rysk-japanska kriget 1905. Ett minnesmärke är rest på toppen av kullen. Talet 203 är kullens höjd över havet i meter.